# این زندگی شماست
این زندگی شماست یک برنامه تلویزیونی بریتانیایی بود که چندین بار و به صورت مرتب از سال ۱۹۵۵ میلادی پخش شده است. در هر قسمت از این برنامه، زندگی یک شخص مشهور یا نیکوکار نمایش داده می‌شود. این افراد در آغاز نمی‌دانند که برنامه درباره آنان است و مجری به اصطلاح آنها را سورپرایز می‌کند. در یک استودیو تلویزیونی دیگر، افرادی که در زندگی آنها نقش داشته‌اند، دعوت شده‌اند. مهمانان درباره آن افراد مهم خاطراتی را تعریف می‌کنند. برنامه‌ای با همین عنوان از سال ۱۹۵۲ تا ۱۹۶۱ در آمریکا پخش گردید.